# Paraseiulus porosus
Paraseiulus porosus är en spindeldjursart som beskrevs av Kolodochka 1980. Paraseiulus porosus ingår i släktet Paraseiulus och familjen Phytoseiidae. Inga underarter finns listade i Catalogue of Life.